# Aérospatiale SN 601 Corvette
Aérospatiale SN 601 Corvette 100 byl francouzský dvoumotorový proudový dopravní dolnoplošník.

## Vznik

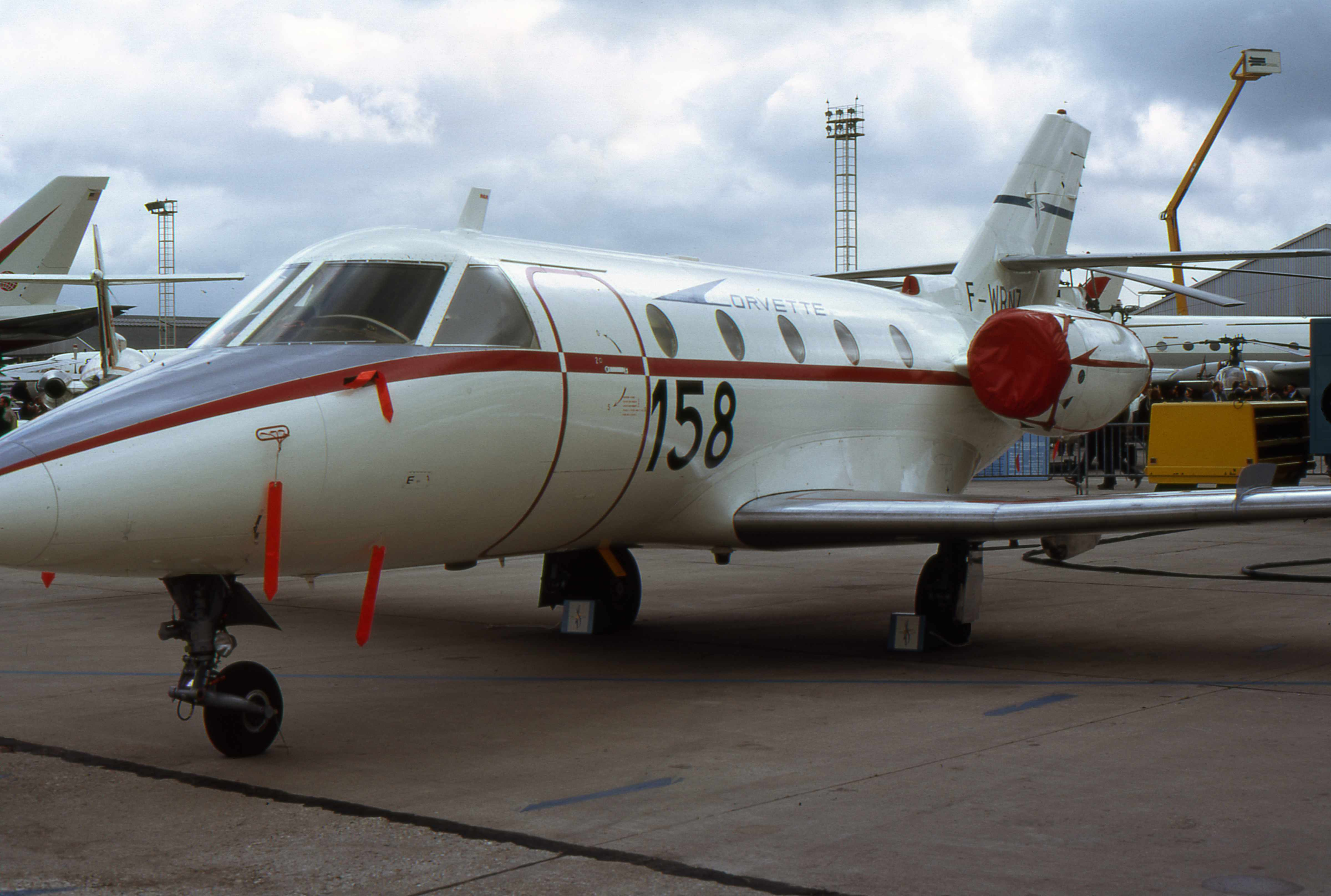
Aérospatiale Corvette (F-WRNZ)

V roce 1968 vypsalo francouzské ministerstvo letectví konstrukční soutěž na dvoumotorový dopravní letoun s dvouproudovými motory, využitelný také pro výcvik posádek vícemotorových letounů a další vojenské úkoly. Soutěže se účastnily projekty Dassault-Breguet Mystère 10 a SN 600 Corvette, což byl společný projekt státních leteckých továren Sud Aviation a Nord Aviation. Ministerstvo letectví se rozhodlo pro typ SN 600.

## Vývoj

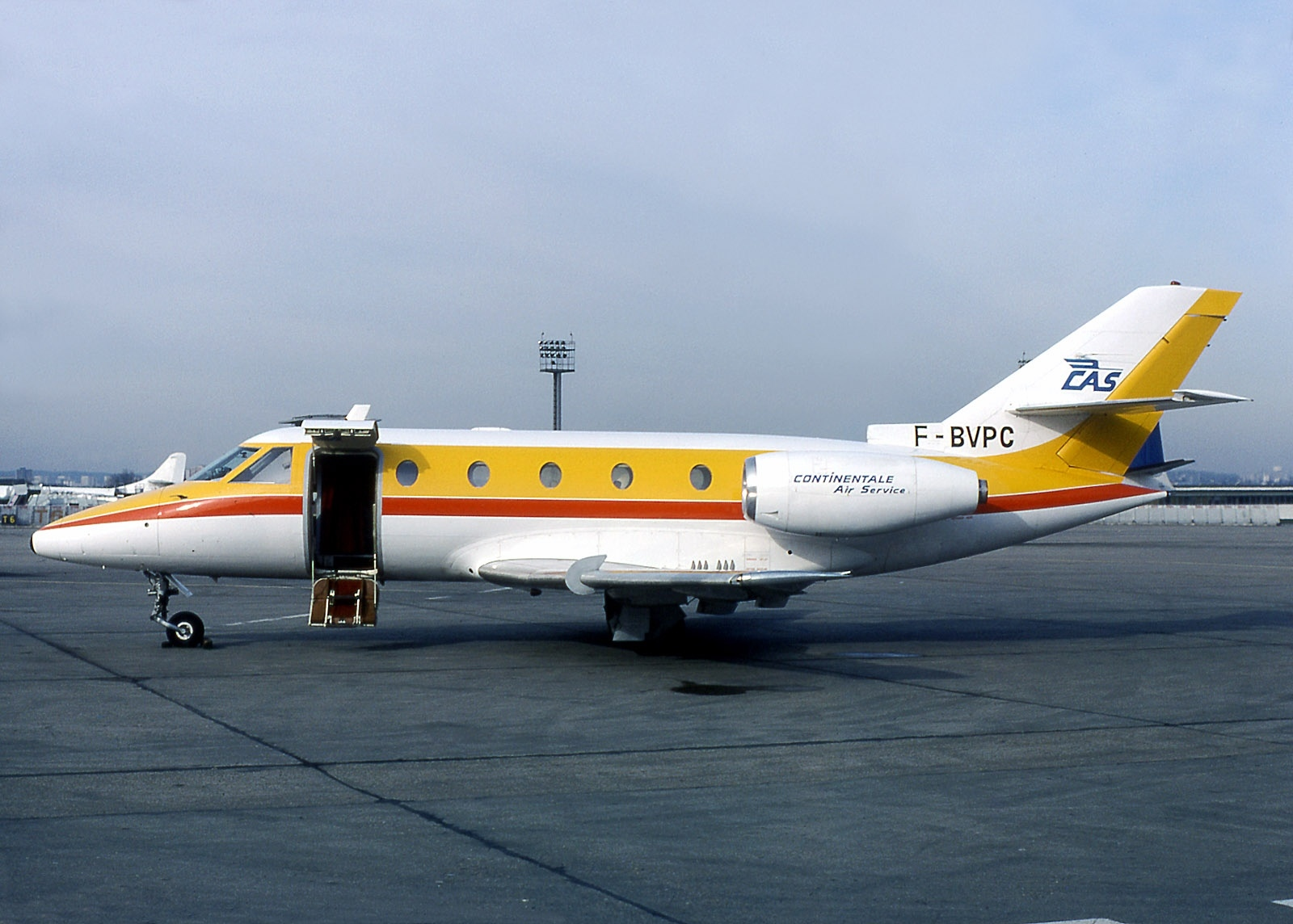
Aérospatiale SN 601 Corvette 100 (F-BVPC), Continentale Air Service

Prototyp SN 600 imatrikulace F-WRSN vykonal první let 16. července 1970. Pohon zajišťovaly dva kanadské dvouproudové motory Pratt & Whitney of Canada JT15D-6 se statickým tahem po 9,8 kN. V přetlakové kabině byla dvě místa pilotů a osm pro cestující. Prototyp SN 600 se zřítil 23. března 1971 během zkoušek pádových rychlostí ve velkých výškách. Vyšetřování nehody a náprava konstrukčních nedostatků zdržely vývoj a odrazily se i v budoucím sníženém zájmu o letoun.
Druhý prototyp (F-WUAS) zalétaný 20. prosince 1972 představoval zdokonalenou sériovou variantu SN 601 Corvette 100 s prodlouženým a aerodynamicky jemnějším trupem, přepracovanými SOP a výkonnějšími motory JT15D-4 o statickém tahu po 10,3 kN.
Do ledna 1974 byly postupně předány k testům další tři prototypy SN 601, představující ověřovací sérii. Druhý z nich (F-WRNZ) měl na koncích křídla přídavné palivové nádrže, které zvýšily zásobu paliva z  původních 1 660 l na 2 360 l. Letouny byly podle přání zákazníka vybaveny pro 6 až 14 pasažérů.
V dubnu 1974 byl typ (již Aérospatiale) Corvette uvolněn k provozu.

## Zakázky

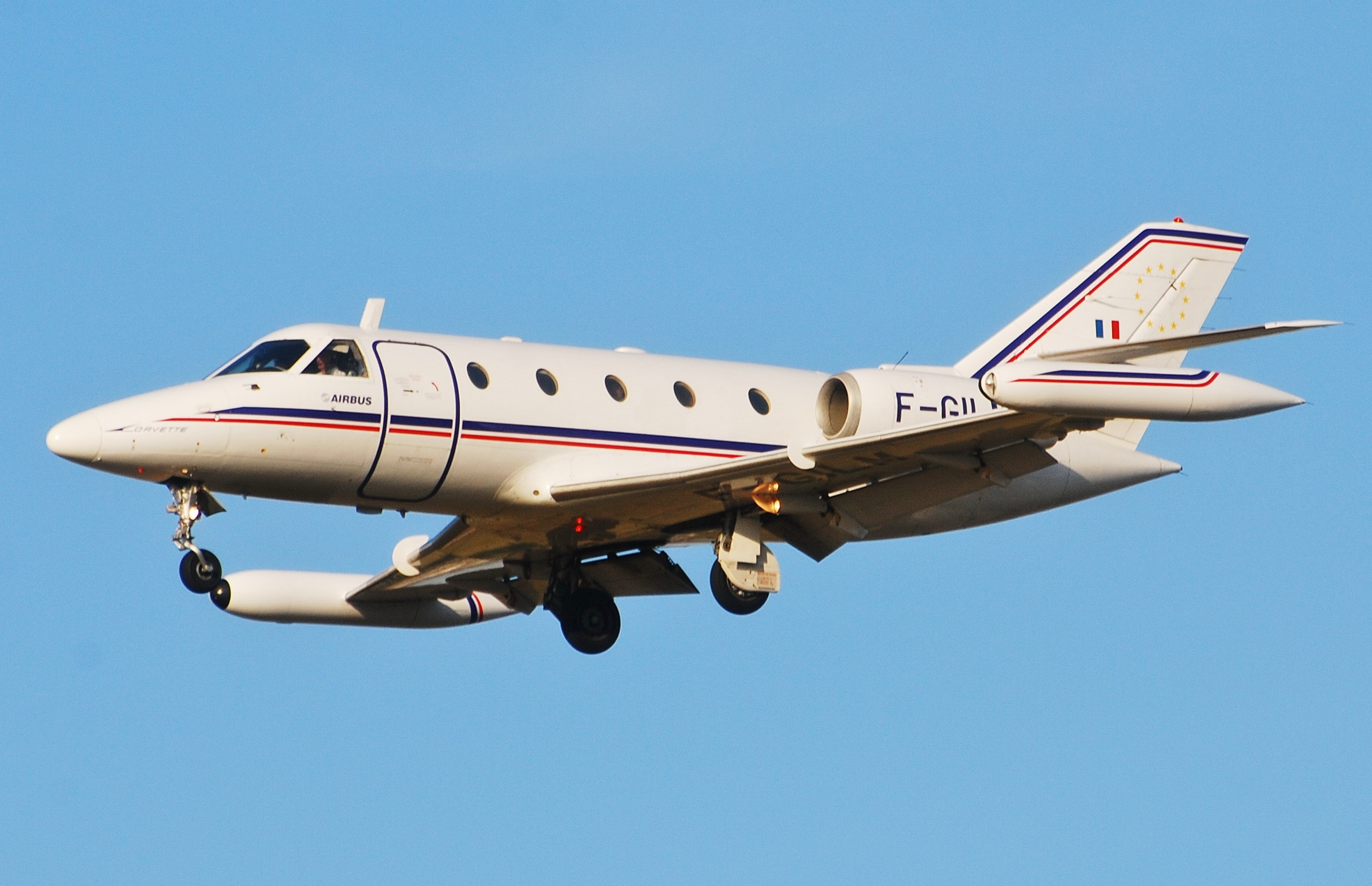
Aérospatiale Corvette (F-GILM)

V roce 1974 výrobce SN 601 oznamoval 87 objednávek, z toho 70 z USA. Aérospatiale se však nedokázala prosadit vlastní prodejní sítí proti konkurenci Pan American Business Aircraft Division, která zajišťovala prodej a servis letounů Dassault Mystère/Falcon 20. Prodej do USA se tak nezdařil.
Francouzská vláda nakonec uvolnila prostředky pro stavbu čtyřicetikusové série, která byla dokončena v roce 1978. Z ní se podařilo odprodat 36 exemplářů, z nichž 26 odebralo francouzské vojenské letectvo. Zbytek zakoupily menší letecké společnosti ve Francii, Skandinávii, Itálii a tehdejší NSR.
V červenci 1979 projevila americká firma Air National ze San José zájem o neprodané letouny Corvette. Nabídka zahrnovala rovněž působení v roli prodejní a servisní organizace v USA, takže se u Aérospatiale uvažovalo o obnovení výroby. Celý záměr se však neuskutečnil.
Malý zájem o SN 601 vedl rovněž k ukončení prací na typu SN 602 Corvette 200, což byla verze s  francouzskými motory SNECMA Turbomeca Larzac se statickým tahem po 12,25 kN.

## Nehody
Devět letadel bylo zcela zničeno při nehodách (včetně prototypu
SN 600). Co do ztrát na životech, nejhorší nehoda se udála 3. září 1979, kdy se SN 601 Sterling Airways zřítil do Středozemního moře u Nice poté, co vysadily oba motory. Zahynulo všech deset lidí na palubě.

## Specifikace

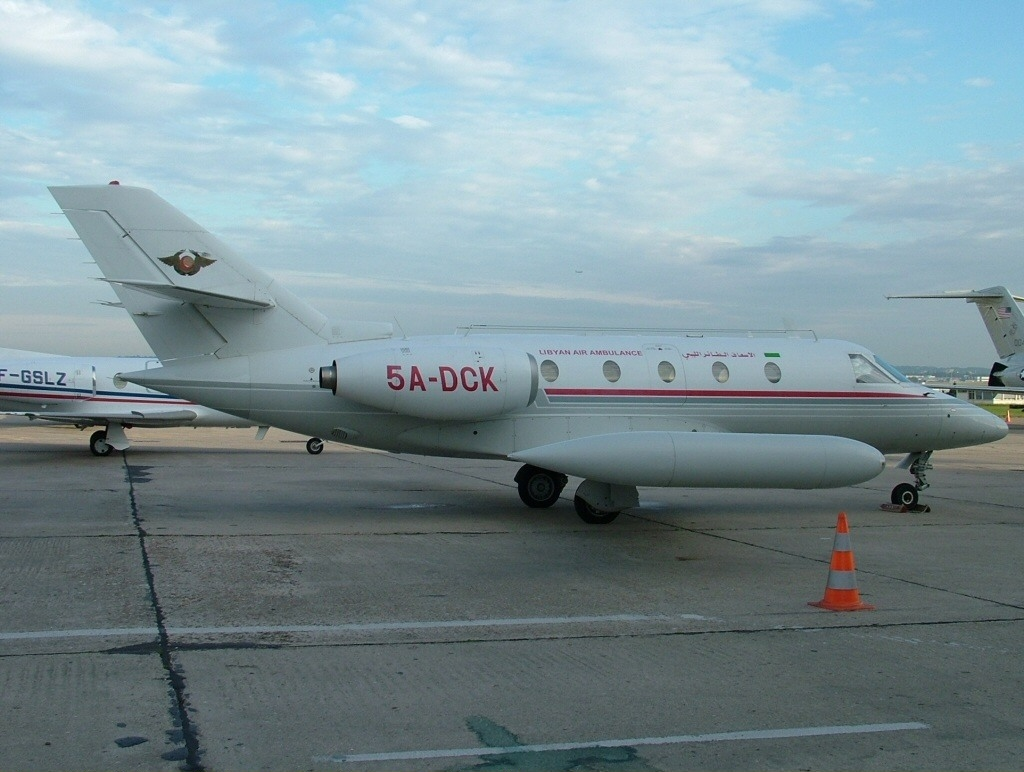
Aérospatiale SN 601 Corvette 100 (5A-DCK), Libyan Air Ambulance

Údaje dle

### Technické údaje
- Osádka:
- Kapacita:
- Rozpětí: 12,87 m
- Délka: 13,83 m
- Nosná plocha: 22,00 m
- Prázdná hmotnost: 3 510 kg
- Vzletová hmotnost: 6 600 kg
- Pohonná jednotka:

### Výkony
- Maximální rychlost: 760 km/h
- Cestovní rychlost: 566 km/h
- Počáteční stoupavost: 13,7 m/s
- Dostup: 12 500 m
- Maximální dolet: 2 555 km